# Frank Crawford Armstrong

Frank Crawford Armstrong

Frank Crawford Armstrong (* 22. November 1835 in der Choctaw Agency im heutigen Le Flore County in der Nähe des heutigen Skullyville, Indianerterritorium, heute Oklahoma; † 8. September 1909 in Bar Harbor, Maine) war Brigadegeneral des konföderierten Heeres im Amerikanischen Bürgerkrieg. Er war der einzige General, der als Offizier in beiden Heeren diente.

## Leben
Armstrong wurde als Sohn von Frank Wells Armstrong und Anne M. Willard Armstrong geboren. Er besuchte das Holy Cross College in Worcester, Massachusetts. 1854 begleitete Armstrong seinen Stiefvater, Generalmajor Persifor Frazer Smith, bei einer Expedition in das New-Mexico-Territorium. Bei einem Gefecht mit Indianern bei Eagle Spring zeigte er herausragende Tapferkeit und wurde 1855 zum Leutnant befördert. Ab dem 7. Juni 1855 diente Armstrong im 2. US-Dragoner-Regiment und wurde am 9. März 1859 zum Oberleutnant befördert. Zu dieser Zeit war er der jüngste Leutnant des US-Heeres.
Armstrong kämpfte am 21. Juli 1861 als Kompaniechef einer Kavalleriekompanie bei der Ersten Schlacht am Bull Run. Am 3. August des gleichen Jahres wurde er zum 2. US-Kavallerie-Regiment versetzt. Armstrong quittierte den Dienst im US-Heer am 10. August 1861 und trat in das konföderierte Heer ein. Da seine Entlassung erst am 13. August 1861 bearbeitet werden konnte, diente er de jure in beiden Heeren gleichzeitig. Armstrong wurde in den Stab der Division Generalmajor Benjamin McCullochs versetzt und nahm an der Schlacht von Pea Ridge teil.
Armstrong wurde 1863 zum Kommandeur des 3. Louisiana-Infanterie-Regiments ernannt. Schon bald übernahm er das Kommando über die Kavallerie Generalmajor Sterling Price’. Auf den westlichen Kriegsschauplatz versetzt, zum Brigadegeneral befördert und zum Kommandeur einer Kavallerie-Division ernannt, kämpfte Armstrong am 19. und 20. September 1963 in der Schlacht am Chickamauga. Auf eigenen Wunsch wurde er danach Brigadekommandeur einer Kavalleriebrigade und nahm mit dieser am Atlanta-Feldzug und am Franklin-Nashville-Feldzug teil. Armstrong wurde am 23. März 1865 mit der Verteidigung von Selma, Alabama beauftragt. Am 2. April 1865 kapitulierte er mit der Besatzung vor überlegenen US-Truppen.
Nach dem Krieg arbeitete Armstrong zunächst für den Überland-Post-Dienst in Texas. Wegen seiner militärischen Erfahrung an der Frontier wurde er von 1885 bis 1889 zum Indianerbeauftragten der US-Regierung ernannt und war von 1893 bis 1895 stellvertretender Bevollmächtigter für Indianerfragen der Regierung.
Nach Armstrongs Tod wurde er auf dem Rock Creek-Friedhof in Washington, D.C. beigesetzt.